# Stage Struck

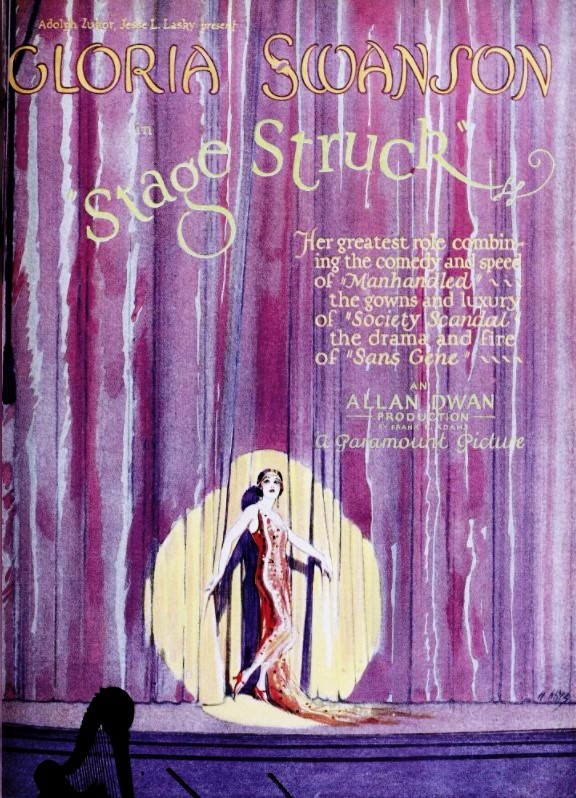
Anunci de la pel·lícula

Stage Struck és una pel·lícula muda de la Famous Players-Lasky Corp. distribuïda per la Paramount. Basada en una història de Frank R. Adams adaptada per Sylvia La Varre, va ser dirigida per Allan Dwan i protagonitzada per Gloria Swanson, Lawrence Gray, Gertrude Astor i Ford Sterling. Estrenada el 15 de novembre de 1925 amb una feble acollida, la pel·lícula presentava les escenes inicial i final en Technicolor.

## Argument
A la ciutat de New Martinsville Jenny Hagen, una cambrera de restaurant, somia desperta amb ser una actriu famosa. Està enamorada de l'especialista en creps del menjador, Orme Wilson, les habilitats del qual per voltejar-les davant de la finestra del restaurant atrauen els clients que passen. A més de ser una cambrera maldestra, Jenny és tímida amb Orme, que l’anomena el seu ratolí. Quan li cau la safata, Jenny dona la seva excusa habitual: "Ho vaig fer per ser divertida". En secret renta la roba d'Orme en lloc de portar-la a la bugaderia. Sabent que Orme té desenes de fotografies d'actrius a la paret de la seva habitació, Jenny paga cinc dòlars per un curs d'interpretació per correspondència, que equival a unes quantes pàgines d'instrucció, i fa postures davant del mirall del seu dormitori.
Un dia arriba a la ciutat el Water Queen, un vaixell d'exhibició fluvial, i l'empresari Waldo Buck saluda els locals presentant l'actriu Lillian Lyons, l'estrella de l'espectacle. Orme s'enamora de la protagonista i la convida al restaurant a sopar. Quan arriba l'actriuOrme demana a Jenny que l'ajudi amb les tasques de la cuina per així poder passar més temps amb Lillian. Ella només accepta quan ell li promet que la deixarà que l’ajudi a voltejar les creps al pícnic de la ciutat l'endemà.
Aquella nit, Jenny remodela la seva roba amb unes tisores perquè coincideixi amb l'estil de Lillian. L'endemà, Orme es mostra disgustat amb el maquillatge de Jenny, i aquesta s'enfada amb Lillian quan menysprea les cambreres. Després Jenny parla amb Waldo Buck i li explica que és actriu per lo que aquest li ofereix l'oportunitat de recitar uns quants versos dissabte abans de la presentació de “La cabana de l'oncle Tom” A canvi, però, ha de participar en un combat de dones amb Lillian. Jenny diu a Orme que no podrà assistir l’espectacle de la Water Queen.
Dissabte, mentre la gent del poble s'amuntega a l'auditori del vaixell, Waldo Buck informa Jenny que durant la lluita ha de portar una mitja al cap perquè és "la meravella emmascarada". Per separat, Buck li diu a la Lillian que la Jenny caurà després dels primers cops. Durant la baralla, però, Jenny noqueja accidentalment Lillian i la multitud enfervoreix. Mentre Jenny recita els seus versos de poesia, Lillian s'aixeca i la colpeja per darrere i l'assistent de Buck expulsa Jenny de l'escenari per no seguir el guió Jenny sent Orme cridar a Lillian però creu que està enfadat amb ella en comptes de amb l'actriu. Desesperada, Jenny salta al riu però ell també s’hi llança tot seguit al seu rescat- Mentre Jenny protesta ell li diu: "Calla, ratolí, t'estimo". Junts obren el seu propi restaurant especialitzat en crepes en forma de cor.

## Repartiment
- Gloria Swanson (Jennie Hagen)
- Lawrence Gray (Orme Wilson)
- Gertrude Astor (Lillian Lyons)
- Oliver Sandys (Hilda Wagner)
- Ford Sterling (Buck)
- Carrie Scott (Mrs. Wagner)
- Emil Hoch (Mr. Wagner)
- Margery Whittington (Soubrette)
- Jack McLain
- Jim Cassady